# Белодубровский, Марк Ефимович
Марк Ефи́мович Белодубро́вский (23 июня 1941, Брянск — 13 сентября 2022, Москва) — советский и российский композитор, скрипач, педагог, искусствовед. Создатель и руководитель Фестиваля современного искусства имени Николая Рославца и Наума Габо (Брянск; с 1986). Популяризатор творчества Николая Рославца. Заслуженный работник культуры РСФСР (1984).

## Биография
Родился в семье выпускника БИТМ, преподавателя профтехучилища Ефима Яковлевича Белодубровского и музыкального педагога Александры Васильевны Белодубровской (оба играли на скрипке) в Брянске 23 июня 1941 года — на следующий день после начала Великой Отечественной войны.
В 1947 году в шестилетнем возрасте начал обучение игре на скрипке у своей матери. В 1960 году окончил специальную музыкальную школу-десятилетку при Ленинградской консерватории (в которой обучался с 1954 года) по классу скрипки профессора Вениамина Шера и, впоследствии, по классу композиции Сергея Вольфензона. С 1960 года учился и в 1965 году окончил Ленинградскую консерваторию по классу скрипки профессора Вениамина Шера и Марка Комиссарова, в 1966 году завершил обучение по классу композиции профессора Ореста Евлахова.
С 1965 года — солист Брянской областной филармонии (скрипка), руководитель и участник струнного квартета (Марк Белодубровский — первая скрипка; Александр Симонов — вторая скрипка; Игорь Дубинин — альт; Николай Ковальчук — виолончель) и инструментального трио (Людмила Северина — фортепиано; Марк Белодубровский — скрипка; Юрий Кравченко — виолончель). В том же году начал преподавать в Брянском областном музыкальном училище по классу скрипки, камерного ансамбля и теоретических дисциплин.
В 1972 году организовал брянский городской клуб искусств «Аподион», президентом которого является по сей день.
В 1986 году Белодубровский стал организатором и художественным руководителем ежегодного Фестиваля современного искусства имени Николая Рославца и Наума Габо (Брянск).
В 1988—1989 годах активно популяризовал творчество Николая Рославца, организовав концерты его музыки в Москве и опубликовав несколько статей о жизни и творчестве Рославца в журналах «Советская музыка» и «Музыкальная жизнь».
В 1991—1999 годах как композитор и скрипач принимал участие в фестивалях современной музыки «Помощь Петербургу» (Финляндия), «Московская осень», «Альтернатива» (Москва), «От авангарда до наших дней», «Сергей Осколков и его друзья» (Санкт-Петербург; ежегодно участвует с 1997 года), «Неделя музыки Габриэля Форе» (Санкт-Петербург), «Концерты новой музыки» (Нью-Йорк).
В 1998 году Белодубровский был назначен полномочным представителем Союза композиторов России — руководителем Представительства в Брянске.
В 1997—1999 годах выступал как композитор и скрипач в Германии и Швейцарии. В 1998 году Белодубровский стал составителем и одним из авторов книги «Русский авангард и Брянщина».
В 2001 году в Нью-Йорке прошла премьера «4 стихотворений И. Эйхендорфа» для скрипки соло авторства Марка Белодубровского. В том же году в городе Винтертур (Швейцария) состоялся концерт Белодубровского, в программе которого присутствовала «Поэма» Николая Рославца.
В 2002 году на Фестивале современного искусства имени Николая Рославца и Наума Габо состоялась премьера Второй камерной симфонии Николая Рославца, найденной Белодубровским.

## Творчество
Как композитор занимается камерно-инструментальной и вокальной музыкой, совмещая в своих сочинениях традиционный музыкальный язык и современные техники письма.

## Скрипичный репертуар
Сонаты и скрипичные миниатюры Баха, Генделя, Моцарта, Гайдна, Бетховена, Шуберта, Люлли и Боккерини, Мендельсона, Вагнера, Брамса, Чайковского, Мусоргского, Свенсена, Данкля, Годовского, Фибиха, Форе, Дебюсси, Крейслера, Сарасате, Монти, Гершвина, Понсе, Онеггера, Мийо, Пуленка, Копленда, Хиндемита, Бартока, Веберна, Прокофьева, Шостаковича, Рославца, Лурье, Пендерецкого, Ксенакиса, Шнитке, Фиртича, Осколкова, Белодубровского.

## Основные сочинения
- Скрипичный концерт[3]
- Камерная опера «Николай»[4]
- Кантаты «Ты в сердце, Отчизна», «Ты гори, невидимое пламя» (стихи Ольги Седаковой)[3][4]
- Хоровые сюиты и хоры на стихи Фёдора Тютчева, Эдуардаса Межелайтиса, Поля Верлена, Даниила Андреева, Виктории Андреевой[3]
- Романсы и песни на народные тексты, на стихи Гавриила Державина, Александра Пушкина, Фёдора Тютчева, Петефи, Велимира Хлебникова, Ильи Сельвинского[3]
- 10 фресок для квартета электронных баянов[3][4]
- «15 песен и танцев» (сюита для струнного квартета на народные темы)[3][4]
- «Звери св. Антония» для квартета мессиановского состава[4]
- «In memoriam» для квинтета[4]
- Концерт для двух фортепиано[3][4]
- Две сонаты для скрипки и фортепиано[3]
- 4 трансформации (посвящение Михаилу Шемякину)[3]
- «4 стихотворения Й. Эйхендорфа»[3]
- Прелюдия и токката для скрипки соло[3][4]
- Музыка для театра кукол и музыкально-драматических постановок[3]

## Участие в творческих и общественных организациях
- Член Союза композиторов России (с 1972)[3]
- Заслуженный работник культуры РСФСР (1984)[3]